# Plácido Domingo

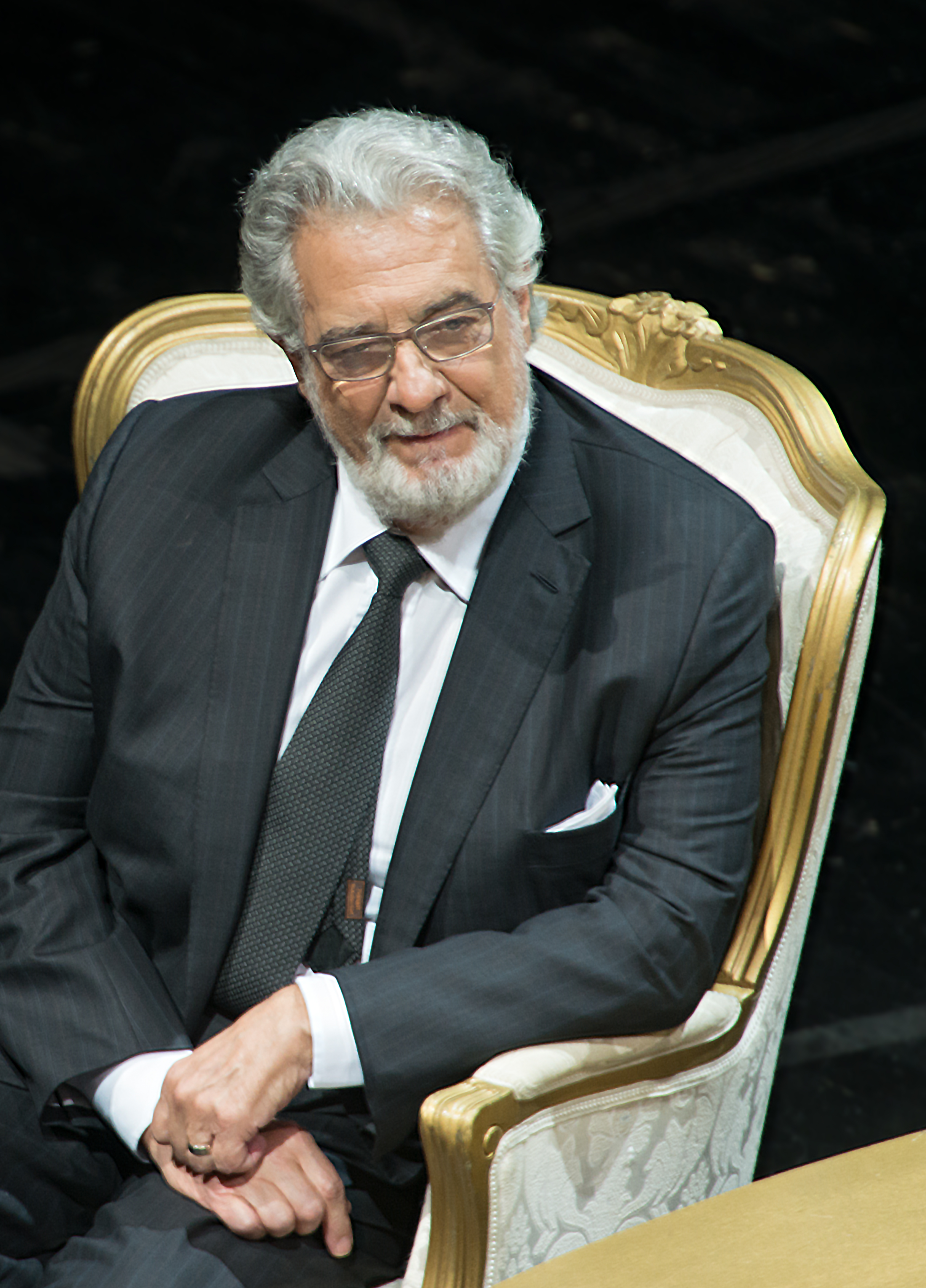
Placido Domingo 2014

Plácido Domingo, född 21 januari 1941 i Madrid, är en spansk operasångare (tenor). Han anses vara en av de mest begåvade och hårdast arbetande musikerna med 146 roller i repertoaren (juli 2015), fler än någon annan tenor. Han är också beundrad för sin skådespelarförmåga, sin musikalitet och sitt skarpa musikaliska intellekt, och det imponerande antalet och varierande rollerna som han behärskat. Hans namn betyder ungefär ”fridfull söndag”. 
Plácido Domingo har på senare år också fått hård kritik. Detta efter att ett flertal kvinnor vid olika institutioner vittnat om att Domingo utsatt dem för olika former av sexuella trakasserier under flera år .
Domingos föräldrar var zarzuelasångare. När han var åtta år flyttade de till Mexiko där han studerade sång, piano och dirigering. 1957 debuterade han i en barytonroll i en zarzuela men han lade snart om rösten och sjöng 1961 Alfredo i Verdis La traviata i Monterrey i Mexiko. Första gången han väckte uppmärksamhet var då han samma år gjorde rollen som Arturo tillsammans med Joan Sutherland i Lucia di Lammermoor av Donizetti i Dallas i USA. Efter att ha sjungit några år på operan i Tel Aviv i Israel kom han 1966 till New York City Opera där han deltog i invigningsföreställningen i Lincoln Center. 1968 sjöng han för första gången på Staatsoper i Hamburg i Tyskland och på Metropolitan i New York i USA där han ryckte in för Franco Corelli i Cileas Adriana Lecouvreur och togs emot med sådant jubel att hans stjärnkarriär tog fart.
På 1970-talet etablerade han sig över hela världen som den ledande tenoren (jämsides med Luciano Pavarotti) i det italienska facket som Otello i operan med samma namn, Manrico i Trubaduren och Radamès i Aida, alla av Verdi, Andrea Chénier av Umberto Giordano och många andra partier. Han har även sjungit Lohengrin, Tannhäuser och Walther i Mästersångarna i Nürnberg av Wagner. 1985 avbröt han sin karriär i ett år efter den stora jordbävningen i Mexiko men återvände med oförminskad kraft.
Tillsammans med José Carreras och Luciano Pavarotti blev Domingo känd som en av de ”tre tenorerna”. Tillsammans framträdde och marknadsfördes de intensivt under 1990-talet.
På senare år har Domingo bytt röstfack, i det att han framträtt i en rad barytonroller, främst i operor av Verdi. Ett av de mera uppmärksammade exemplen på detta var när han 2011 sjöng titelrollen i Rigoletto i en TV-version inspelad på plats i Mantua, där operans handling utspelar sig.
Domingo har varit verksam som dirigent och chef över två operahus (Los Angeles-operan och Washington Opera i USA). Han sade upp sig från tjänsten på Washington Opera 2011. I oktober 2019 slutade han sin tjänst på Los Angeles-operan efter omfattande anklagelser om sexuella trakasserier.
Domingo blev 20 februari 2009 den förste mottagaren av Birgit Nilsson-priset på 1 miljon amerikanska dollar.

## Utmärkelser
- Konstens hedersguldmedalj,  1983[6]
- Guldmedalj för turismförtjänst,  1987[7]
- Hedersdoktor vid Universidad Complutense,  1989
- Prinsessan av Asturiens pris i konst,  1991
- Lo Nuestro Excellence Award,  1991
- Medaille für Kunst und Wissenschaft (Hamburg),  1992
- Stjärna på Hollywood Walk of Fame,  2 september 1993[8]
- Storkorsriddare av Republiken Italiens förtjänstorden,  2 april 1997[9]
- Storkorset av Henrik Sjöfararens orden,  1 juli 1998[10][11]
- Royal Philharmonic Society Gold Medal,  1999
- Kommendör av Monacos kulturförtjänstorden,  18 november 1999[12]
- Kennedy Center Honors,  2000
- Storkorset av den medborgerliga förtjänstorden,  2002[13]
- Presidentens frihetsmedalj,  2002[14]
- Kommendör av Hederslegionen,  mars 2002
- Guldmedalj "Zasłużony Kulturze Gloria Artis",  21 oktober 2005[15]
- Birgit Nilsson-priset,  2009
- Storkorset av Peruanska Solorden,  2009[16]
- Persona del Año de La Academia Latina de la Grabación,  2010
- Hedersdoktor vid Harvard University,  2011[17]
- Storkorset av Isabella den katolskas orden,  2011[18]
- Ryska vänskapsorden,  2011
- Galardón Camino Real,  2012[19]
- Praemium Imperiale,  2013[20]
- Hijo Predilecto de Madrid,  2013[21]
- Hedersdoktor vid Murcias universitet,  2014[22]
- Hedersdoktor vid Universitetet i Salamanca,  2015[23]
- Storkorset av Alfons X den vises orden,  2016[24]
- Storkors av Ordem da Instrução Pública,  31 augusti 2018[10]
- Monacos kulturella förtjänstorden
- Brittiska imperieorden
- Classic Brit Awards
- Österrikiska republikens förtjänstorden
- Arts et Lettres-orden
- Riddare av Hederslegionen
- Prinsessan av Asturiens pris
- Gloria Artis (kulturpris)
- Andra graden av Kazakstans Vänskapsorden
- Cederträdorden
- Ordem da Instrução Pública
- Officer av Hederslegionen
- Kommendör av 1 klass av Brittiska imperieorden
- Alfons X den vises orden
- Stora hederstecknet i silver av Österrikiska republikens förtjänstorden
- Österrikes hederskors för vetenskap och konst
- Hedersutmärkelse i guld för tjänster gentemot förbundslandet Wien
- Wiens hedersring
- Henrik Sjöfararens orden
- Kommendör av Arts et Lettres-orden
- Riddare av Cederträdorden
- Mexikanska Aztekiska Örnorden
- Civilmeritens orden
- Isabella den katolskas orden
- Österreichischer Kammersänger

[Redigera Wikidata]